# Бич 105-я улица (линия Рокавей, Ай-эн-ди)
|   |   |   |   |
| · | · | · | · |

|   |   |   |   |
| · | · | · | · |

«Бич 105-я улица» (англ. Beach 105th Street) — станция Нью-Йоркского метрополитена, расположенная на линии Рокавей, Ай-эн-ди. Станция находится в Куинсе, в округе Рокавей-Бич, на пересечении Бич 105-й улицы и Рокавей-Фривей. На станции останавливаются маршруты A (часть рейсов в часы пик в пиковом направлении) и S (челнок Рокавей-парка, круглосуточно). На 2019 год станция занимает последнее место по пассажиропотоку: 88 439 пассажиров в год.
Станция имеет эстакадное расположение, представляет собой два пути и две боковые платформы. Станция отделана в бежевых тонах. Её ограждают стандартные железные стены. Имеются деревянные навесы в западной половине каждой из платформ. На платформах нет скамеек. Имеется единственный выход, приводящий на Рокавей-Фривей между Бич 104-й и Бич 105-й улицами. Он представлен лестницами и мезонином под платформами. Турникетный павильон находится в этом мезонине. Здесь же можно бесплатно перейти с одной платформы на другую.
Станция первоначально была открыта в составе пригородной железной дороги LIRR, была наземной. В 1941 году станцию закрыли и поместили на эстакаду. Работала 12 лет в составе LIRR. В 1955 году её приобрела компания МТА, управляющая метрополитеном. Линия была переоборудована для движения метропоездов. В составе Нью-Йоркского метрополитена станция открылась 28 июня 1956 года.
Все станции метрополитена в целях безопасности были закрыты в ночь с 29 на 30 октября 2012 года из-за приближавшегося к Нью-Йорку урагана «Сэнди». Эта станция находится в районе, наиболее подвергшемся разрушению. После урагана пути и станция оказались в полуразрушенном состоянии. Вся линия Рокавей, Ай-эн-ди была закрыта. Спустя месяц открылись станции на участке от Рокавей-бульвара до Хауард-Бич и от Фар-Рокавей — Мотт-авеню до Бич 90-й улицы (через Хаммельский треугольник). 30 мая 2013 года восстановлено движение по стандартной схеме.